# Независимая республика Македония
Независимая республика Македония, или НРМ (макед. Независна Држава Македонија, болг. Независима република Македония) (сентябрь—ноябрь 1944) — неосуществлённый проект руководства националистической организации ВМРО по провозглашению независимого государства в конце Второй мировой войны на территории югославской Македонии, оккупированной Болгарией во время вторжения в Югославию в апреле 1941. Когда войска СССР приблизились к границам Болгарии в конце августа 1944 года, Болгария провозгласила нейтралитет и искала соглашения с Антигитлеровской коалицией. Поскольку болгарское правительство не препятствовало выводу немецких войск из Болгарии или Румынии, Советский Союз относился к этому с подозрением. 2 сентября новое прозападное правительство пришло к власти в Софии, но через неделю его сменило прокоммунистическое правительство в результате восстания, которое возглавил Отечественный фронт. Несмотря на это 5 сентября 1944 года СССР объявил войну Болгарии.
Немцы обратились к Ивану Михайлову для реализации плана. Михайлов был правым политиком болгарофилом и бывшим лидером внутренней македонской революционной организации (ВМРО), которая занималась террористической деятельностью в югославской и греческой Македонии. Михайлов стал лидером ВМРО в 1927 году, и под его руководством организация объединила усилия с хорватскими усташами в 1929 году. Организации спланировали и осуществили убийство короля Югославии Александра в 1934 году. После военного переворота в том же году власти запретили ВМРО. Михайлов бежал в Турцию, а затем в Италию, где была в изгнании большая часть Усташей. После вторжения в Югославию в 1941 году Михайлов переехал в Загреб, где он был советником Анте Павелича. В январе 1944 года он успешно договорился с немцами, о вооружении некоторых сторонников Охраны и передачи их под командование СС в Греческой Македонии, которая также была аннексирована болгарами в 1941 году.
В 1928 году Михайлов предложил план объединения Македонии в единое автономное государство в составе Болгарии. Он был сторонником про-болгарского объединённого македонского многонационального государства, называя его «Балканская Швейцария».. На последнем этапе Второй мировой войны он пытался реализовать свой план с помощью политического сотрудничества с Германией, однако отказался от реализации из-за отсутствия реальной военной поддержки с её стороны. Несмотря на это, 8 сентября 1944 года македонские националисты провозгласили независимое государство. Не имея средств для создания государственности, это образование исчезло, как только югославские партизаны взяли его территории под контроль после вывода немецких войск из этого района в середине ноября. Это событие ознаменовало поражение болгарского национализма и победу македонизма в этом районе.

## Предыстория
Болгария официально присоединилось к державам Оси 1 марта 1941 года, но не приняла деятельного участия в вторжении в Югославию и большую часть вторжения в Грецию. Югославское правительство сдалось 17 апреля 1941 года, а греческое правительство сдалось 30 апреля 1941 года. До того как греческое правительство капитулировало, 20 апреля болгарская армия вошла в Грецию и Югославию с целью выйти к Эгейскому морю во Фракии и Восточной Македонии. Болгары оккупировали большую часть современной Республики Северная Македония, а также части Южной Сербии и Северной Греции. В отличие от Германии и Италии, Болгария официально аннексировала оккупированные районы 14 мая 1941 года. Однако немцы расценили эту аннексию как неокончательную и одобрили только ограниченный суверенитет Болгарии на оккупированные территории.
В то время среди местного населения все ещё преобладали проболгарские настроения и едва ли существовала македонская национальная идентичность. Из-за этого первоначально болгары воспринимались как освободители. Таким образом, Македония была единственным регионом, где югославский коммунистический лидер Иосип Броз Тито не смог развить сильное партизанское движение вплоть до осени 1943 года.
Летом 1943 года в Курской битве впервые было остановлено стратегическое наступление Германии, а Советская Армия преуспела в своих первых успешных стратегических летних наступлениях. В конце июля, после того, как Италия проиграла множество кампаний во время вторжения союзников, Муссолини был арестован королем Виктором Эммануилом III и содержался на острове Понца. Ситуация для держав Оси стала критической. В результате в начале августа 1943 года Иван Михайлов уехал из Загреба в Германию, где его пригласили посетить главный штаб Гитлера. Здесь он общался с Адольфом Гитлером и другими высшими руководителями Германии. Содержание разговоров практически неизвестно. Кроме того, в Софии состоялись переговоры между высокопоставленными чиновниками СС и членами ЦК ВМРО.
14 августа 1943 года, за несколько дней до своей смерти, царь Борис III также встретился с Адольфом Гитлером в Германии. В ходе переговоров Гитлер доказывал необходимость создания автономной Македонии в рамках Болгарского царства во главе с Михайловым. Борис III согласился с этим предложением. Гитлер также убеждал Бориса III объявить войну Советскому Союзу и перевести большую часть болгарской армии на восточный и итальянский фронты. Для этого ополченцам ВМРО предлагалось взять на себя функции болгарской армии на вновь освобожденных землях в Греции и Югославии. После смерти Бориса эти планы провалились. Однако было очевидно, что у Ивана Михайлова были более широкие планы, которые предусматривали создание независимого македонского государства под контролем Германии. ВМРО также начала активную деятельность по организации болгарских ополченцев в бывших итальянских и немецких оккупационных зонах в Греции. Болгария с беспокойством смотрела на эту деятельность Михайлова, потому что боялась, что его план по созданию «Независимой Македонии» может быть успешным. Стремясь взять это под контроль, Болгария отменила смертный приговор Михайлову, и ему было предложено вернуться в страну и занять руководящую должность в Македонии, но он отклонил это предложение.
Тем временем болгары, которые укомплектовали новые провинции коррумпированными чиновниками из самой Болгарии, начали терять общественное доверие. Этот процесс ускорился после смерти царя, которая совпала с капитуляцией Италии и советскими победами над нацистской Германией летом 1943 года. Исходя из этого, югославские коммунисты, которые признали македонскую нацию, сумели организовать серьёзное вооруженное сопротивление против болгарских сил осенью 1943 года. Многие бывшие правые активисты ВМРО помогали властям в борьбе с партизанами Тито.
В августе 1944 года Советская Армия приближалась к Балканам. В то же время югославские партизаны, которые использовали лозунг «формирования объединённой Македонии», усилили свою деятельность в Македонии. В результате Антифашистское собрание по народному освобождению Македонии объявила о создании независимой Македонии 2 августа 1944 года. Государство было провозглашено в болгарской оккупационной зоне Югославии. 23 августа Румыния вышла из держав Оси, объявила войну Германии и дала проход советским войскам для продвижения в Болгарию. В то время Болгария предприняла попытку заключить сепаратный мир, отказавшись от союза с нацистской Германией, и объявила нейтралитет 26 августа. Однако секретные переговоры с союзниками в Каире, с позиции сохранения аннексированных территории Греции и Югославии, потерпели неудачу, поскольку Болгария «не имела аргументов для спора».

## Провозглашённое государство
В то время партизаны перебрались в западную Македонию, находившуюся под контролем Германии, как часть албанского марионеточного государства. Используя ситуацию, нацисты отправили полномочного представителя встретиться с Иваном Михайловым, лидером ВМРО. Михайлов находился в Загреб в качестве советника Анте Павелича, где он настаивал на формировании добровольческих подразделений, которые будут действовать в нынешней греческой провинции Македония под командованием СС. Он, как большинство правых, был ориентирован на поддержку Болгарии и не поддерживал существование коммунистической Югославии. Немцы испытывали всё большее давление и, использовали последние ресурсы, пытались создать македонское марионеточное государство. Это была единственная альтернатива тому, что она останется у Болгарии, которая переходила на другую сторону. Вечером 3 сентября Михайлов был отправлен в Софию для переговоров с болгарскими властями и его товарищами. Когда 5 сентября Советский Союз объявил войну Болгарии, Михайлов был срочно доставлен из Софии в Скопье.
Здесь были установлены контакты с другим лидером ВМРО, Христо Татарчевым, которому предложили должность президента предполагаемого государства. Переговоры также велись с македонскими партизанами при посредничестве болгарского министра внутренних дел Александра Станишева. Несмотря на все это, Михайлов прибыл слишком поздно, поэтому все переговоры провалились. На следующий день, 6 сентября, Михайлов отклонил план из-за невозможности получить поддержку со стороны Германии. Неудача привела к выводу немецких войск из Греции в тот же день, а Михайлов и его жена были также эвакуированы из Скопье. Болгария немедленно начала подготовку к выводу войск из бывшей Югославии, и 8 сентября болгары перешли на сторону Советского Союза. В результате этого 5-я болгарская армия оказалась в окружении немецких дивизий, но прорвалась к старым границам Болгарии.
Тем не менее, в тот же день 8 сентября националисты из ВМРО объявили независимость; Они видели будущее независимой Македонии как протектората Третьего рейха. Государственным языком должен был стать болгарский. Однако самопровозглашенное государство было оставлено «практически беззащитным» после вывода немецких войск.

## Последствия

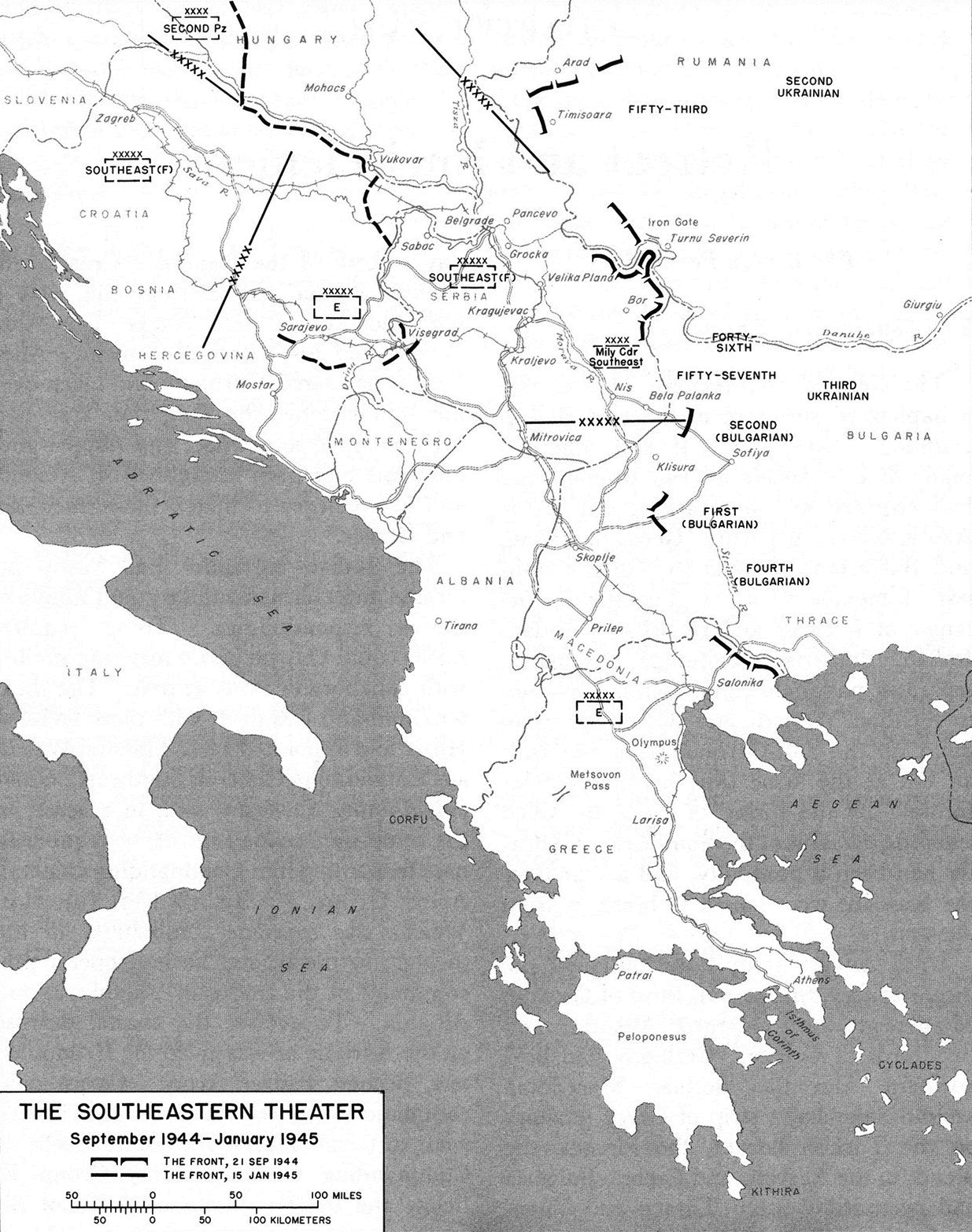
Карта балканского театра боевых действия в период с сентября 1944 года по январь 1945 года.

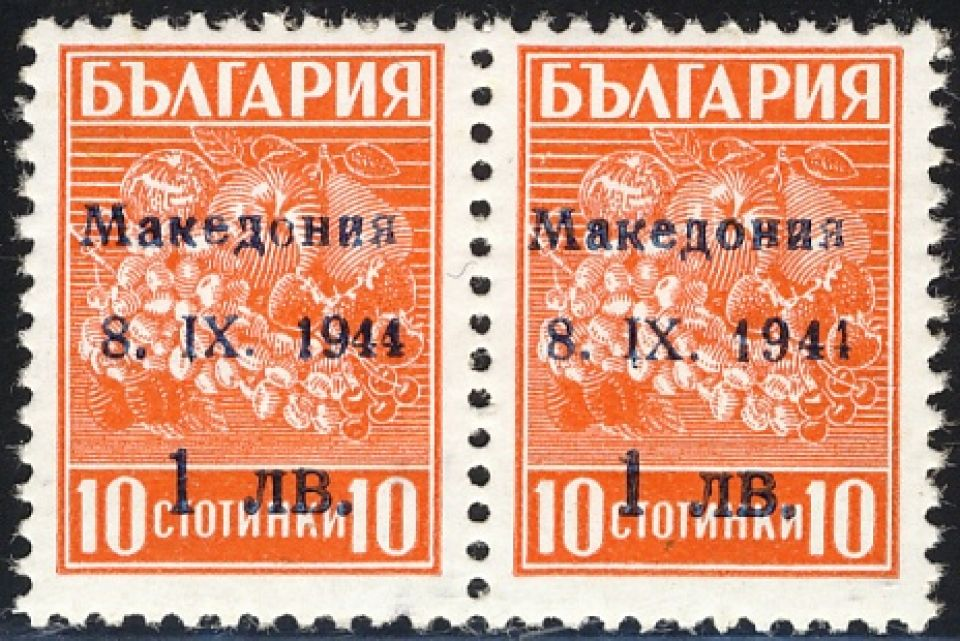
Болгарские почтовые марки используются в Независимой Македонии. Они были восстановлены как македонские 8 сентября 1944 года — дата провозглашения государства.

Немецкое командование в Скопье не поддержало «независимое» македонское государство, поскольку их силы были выведены из региона. В этом хаосе только что созданные «македонские комитеты» использовались в качестве местных полицейских служб. В их составе были такие люди, как Васил Хаджикимов, Стефан Стефанов, Спиро Китинчев, Димитр Гюзелов и Димитр Чкатров, все они были активными активистами ИМРО, Македонской молодёжной секретной революционной организации и Болгарскиого комитета действий. В начале октября 1944 года три болгарские армии под руководством нового болгарского просоветского правительства, вместе с Красной Армией вернулись. Болгарские войска вошли в Югославию на основе соглашения между Иосипом Брозом Тито и лидером болгарских партизан Добри Терпешевым, подписанного 5 октября в Румынии, городе Крайове, при посредничестве СССР.
Несмотря на некоторые трудности в сотрудничестве между двумя силами, болгары работали совместно с югославскими партизанами в Македонии и смогли задержать вывод немецких войск через регион на десять-двенадцать дней. К середине ноября все немецкие соединения были выведены на запад и север, а партизаны установили военный и административный контроль над регионом. Однако под политическим давлением партизан, после освобождения Вардарской Македонии, вторая и четвёртая болгарские армии были вынуждены отступить к старым границам Болгарии в конце ноября. АСНОМ начал функционировать в декабре, вскоре после отступления Германии. Национальное сознание македонцев к тому времени уже было более сильным по сравнению с 1941 годом, но некоторые исследователи утверждают, что даже тогда было сомнительно, считали ли македонцы себя народом, отдельным от болгар. Впоследствии, чтобы стереть оставшиеся проболгарские настроения, новые коммунистические власти преследовали правых националистов по обвинению в «велико-болгарском шовинизме». Следующей их задачей было также разбить все проболгарские организации, которые выступали против идеи Югославии. Таким образом, даже некоторые левые политики были заключены в тюрьму и обвинены в том, что они ориентированы на поддержку Болгарии. Понимая, что у он имеет очень малую поддержку, Михайлов скрылся, сначала переехав из Хорватии в Австрию, а затем в Испанию и, наконец, в Италию, где он жил до своей смерти в 1990 году.